# 李鍾原
李鍾原（韓語：이종원，1969年9月25日—），韓國男演員，其他譯名李鐘原。曾擔任建築師的工作。

## 演出作品

### 電視劇
- 1993年：SBS《漢江布穀鳥》
- 1994年：MBC《最後的勝負》飾演 金善宰
- 1994年：SBS《愛藍色》
- 1995年：KBS《年輕人的陽地》
- 1998年：SBS《洪吉童》
- 1999年：SBS《青春陷阱》
- 2000年：KBS《小蓋子（朝鲜语：꼭지）》飾演 宋賢泰
- 2000年：SBS《警察特攻隊》
- 2001年：SBS《律師情人》
- 2001年：KBS《純情》
- 2004年：KBS《愛情的條件》飾演 陳廷翰
- 2004年：SBS《選擇》
- 2005年：MBC《悲傷戀歌》飾演 吳相真
- 2005年：KBS《悲傷啊，再見！》飾演 韓成民
- 2006年：SBS《突然有一天》
- 2006年：上海電視台《迷路》飾演 林明正
- 2007年：SBS《我男人的女人》飾演 朴碩俊
- 2007年：SBS《起飛》飾演 姜仁成
- 2007年：KBS《媳婦的全盛時代》飾演 金基河
- 2008年：SBS《幸福》飾演 朴尚旭
- 2008年：MBC《伊甸園之東》飾演 李琦喆
- 2008年：MBC《我人生的黃金期》飾演 柳泰日
- 2008年：KBS《風之國》飾演 解明
- 2008年：MBC《綜合醫院2》飾演 韓基泰
- 2009年：KBS《一起恰恰恰》飾演 李俊佑
- 2010年：MBC《金首露》飾演 趙芳
- 2010年：MBC《Gloria》飾演 李志碩
- 2011年：KBS《近肖古王》飾演 故國原王
- 2011年：MBC《光與影》飾演 趙明國
- 2013年：MBC《火之女神井兒》飾演 柳乙潭
- 2013年：SBS《主君的太陽》飾演 陶錫哲
- 2013年：JTBC《老大》飾演 孔昌來
- 2014年：MBN《天國的眼淚》飾演 李道燁
- 2014年：MBC《湔雪的魔女》飾演 卓月翰
- 2015年：MBC《偉大的糟糠之妻》飾演 韓基哲
- 2015年：tvN《Oh 我的鬼神君》飾演 與Marco合照的演員 (客串)
- 2016年：KBS《天上的約定》飾演 張敬莞
- 2016年：MBC《吹吧，美風啊》飾演 趙達浩
- 2017年：KBS《學校2017》飾演 玄剛宇
- 2018年：MBC《捉迷藏》飾演 閔俊植
- 2021年：KBS《紳士與小姐》飾演 朴壽鐵
- 2023年：KBS《秘密的女人》飾演 南延錫
- 2023年：KBS1《咣噹啷啷家族》飾演 柳東久

### 電影
- 1991年：《十七歲的coupdetat》
- 1991年：《Green Sleeves》
- 1994年：《Contract Couple》
- 2002年：《密愛》
- 2003年：《蝶》
- 2003年：《Choihui Mancheon》
- 2004年：《Flying Boys》（客串）

## 外部連結
- EPG 
- Yahoo Korea 
- 李鍾原在互联网电影资料库（IMDb）上的資料（英文）